# المعصرة (بلنسية)
المَعصَرة هي بلدية في منطقة بلنسية إسبانيا.